# Saison 1967-1968 du Bayern Munich
Chronologie
Saison précédente Saison suivante
La saison 1967-1968 est la 3e saison du Bayern Munich consécutive en Bundesliga.

## Transferts

### Transferts estivaux
| Nom                | Nationalité | Poste     | Transfert                     | Provenance/Destination | Division               |
| ------------------ | ----------- | --------- | ----------------------------- | ---------------------- | ---------------------- |
| Arrivées           |             |           |                               |                        |                        |
| Karl Deuerling     | Allemagne   | Milieu    | -                             | SSV Jahn Ratisbonne    | Regionalliga Sud       |
| Zvonko Bego        | Yougoslavie | Attaquant | -                             | Hajduk Split           | -                      |
| Gustav Jung        | Allemagne   | Attaquant | -                             | ESV Ingolstadt         | -                      |
| Horst Schauß       | Allemagne   | Milieu    | -                             | FC Sarrebruck          | Regionalliga Sud Ouest |
| Herbert Stöckl     | Allemagne   | Milieu    | -                             | -                      | -                      |
| Helmut Schmidt     | Allemagne   | Milieu    | Premier contrat professionnel | Bayern Munich U19      | -                      |
| Départs            |             |           |                               |                        |                        |
| Stefan Bacak       | Allemagne   | Défenseur |                               |                        |                        |
| Adolf Kunstwadl    | Allemagne   | Défenseur |                               | FC Wacker München      | -                      |
| Günther Nasdalla   | Allemagne   | Attaquant |                               | Fortuna Düsseldorf     | Regionalliga Ouest     |
| Anton Vuckov       | Yougoslavie | Attaquant |                               | PEC Zwolle             | Jack’s League          |
| Jakob Drescher     | Allemagne   | Milieu    |                               | FK Pirmasens           | Regionalliga Sud Ouest |
| Rudolf Grosser     | Allemagne   | Milieu    |                               | BSC Young Boys         | Super League           |
| Karl-Heinz Borutta | Allemagne   | Milieu    | Fin de carrière               | -                      | -                      |

### Transferts hivernaux
| Nom         | Nationalité | Poste     | Transfert | Provenance/Destination | Division   |
| ----------- | ----------- | --------- | --------- | ---------------------- | ---------- |
| Arrivées    |             |           |           |                        |            |
| Départs     |             |           |           |                        |            |
| Zvonko Bego | Yougoslavie | Attaquant | -         | FC Twente              | Eredivisie |

## Compétitions
| Bundesliga          | Coupe d'Allemagne                     | Coupe des coupes                          |
| ------------------- | ------------------------------------- | ----------------------------------------- |
| Cinquième 38 points | Demi-finales face au VfL Bochum (2-1) | Demi-finales face à l'AC Milan (2-0, 0-0) |
| 16V 6N 12D          | 3V 0N 1D                              | 4V 3N 1D                                  |
| TOTAL: 23V 9N 14D   |                                       |                                           |

### Championnat

#### Évolution du classement et des résultats
| Journée  | 1  | 2   | 3  | 4  | 5  | 6  | 7  | 8  | 9  | 10 | 11 | 12 | 13 | 14 | 15 | 16 | 17 | 18 | 19 | 20 | 21 | 22 | 23 | 24 | 25 | 26 | 27 | 28 | 29 | 31 | 30 | 32 | 33 | 34 | Journées en tête |
| -------- | -- | --- | -- | -- | -- | -- | -- | -- | -- | -- | -- | -- | -- | -- | -- | -- | -- | -- | -- | -- | -- | -- | -- | -- | -- | -- | -- | -- | -- | -- | -- | -- | -- | -- | ---------------- |
| Résultat | V  | V   | D  | D  | V  | N  | V  | V  | V  | D  | N  | V  | V  | D  | V  | D  | D  | V  | D  | N  | V  | V  | V  | D  | V  | N  | V  | D  | V  | D  | D  | N  | D  | N  | —                |
| Rang     | 4e | 1er | 5e | 8e | 7e | 8e | 6e | 3e | 2e | 3e | 2e | 2e | 2e | 2e | 2e | 2e | 5e | 3e | 6e | 4e | 3e | 3e | 2e | 3e | 3e | 3e | 2e | 2e | 2e | 3e | 4e | 4e | 4e | 5e | 1                |

## Joueurs et encadrement technique

### Effectif professionnel
En grisé, les sélections de joueurs internationaux chez les jeunes mais n'ayant jamais été appelés aux échelons supérieur une fois l'âge limite dépassé.

## Statistiques

### Statistiques collectives
| Compétition       | Débute au tour | Termine      | Matches joués | Gagnés | Nuls | Perdus | Buts pour | Buts contre | Différence |
| ----------------- | -------------- | ------------ | ------------- | ------ | ---- | ------ | --------- | ----------- | ---------- |
| Bundesliga        | -              | Cinquième    | 34            | 16     | 6    | 12     | 68        | 58          | +17        |
| Coupe d'Allemagne | 1er Tour       | Demi-finales | 4             | 3      | 0    | 1      | 10        | 5           | +5         |
| Coupe des coupes  | 1er Tour       | Demi-finales | 8             | 4      | 3    | 1      | 16        | 7           | +9         |
| Total             | -              | -            | 46            | 23     | 9    | 14     | 94        | 70          | +31        |

### Statistiques individuelles
(Mis à jour le )
| Numéro | Nat. | Nom | Championnat | Championnat | Championnat    | Championnat | Championnat  | Ligue Europa | Ligue Europa | Ligue Europa   | Ligue Europa | Ligue Europa | Coupe d'Allemagne | Coupe d'Allemagne | Coupe d'Allemagne | Coupe d'Allemagne | Coupe d'Allemagne | Total | Total       | Total          | Total  | Total        |
| Numéro | Nat. | Nom | M.j.        | But inscrit | Passe décisive | Averti      | Carton rouge | M.j.         | But inscrit  | Passe décisive | Averti       | Carton rouge | M.j.              | But inscrit       | Passe décisive    | Averti            | Carton rouge      | M.j.  | But inscrit | Passe décisive | Averti | Carton rouge |
| ------ | ---- | --- | ----------- | ----------- | -------------- | ----------- | ------------ | ------------ | ------------ | -------------- | ------------ | ------------ | ----------------- | ----------------- | ----------------- | ----------------- | ----------------- | ----- | ----------- | -------------- | ------ | ------------ |
|        |      |     | 0           | 0           | 0              | 0           | 0            | 0            | 0            | 0              | 0            | 0            | 0                 | 0                 | 0                 | 0                 | 0                 | 0     | 0           | 0              | 0      | 0            |